# Mesorhaga mahunkai
Mesorhaga mahunkai är en tvåvingeart som beskrevs av Grichanov 1997. Mesorhaga mahunkai ingår i släktet Mesorhaga och familjen styltflugor.
Artens utbredningsområde är Tanzania. Inga underarter finns listade i Catalogue of Life.